# Sphingobacteriales
Die Sphingobacteriales sind eine Ordnung von Bakterien. Sie ist die einzige Ordnung der Klasse Sphingobacteriia (zu unterscheiden von Sphingobacteria) und besteht aus zwei Familien: Filobacteriaceae und Sphingobacteriaceae.

## Erscheinungsbild
Der Gram-Test ist negativ. Einige Arten sind durch Gleiten motil. Sie sind stäbchenförmig. Die Kolonien sind oft gelb gefärbt. Ein wichtiges Merkmal der Sphingobacteriaceae sind Sphingolipide, und zwar Sphingophospholipide und Ceramide. Die Sphingolipide unterscheiden sie stark von den meisten anderen Bakterien, da die meisten Bakterien keine Sphingophospholipide besitzen. Arten die Sphingolipide enthalten zählen z. B. zu der Familie Sphingomonadaceae, zu den Proteobacteria gestellt, und einige Arten der Bacteroides, wichtige Bewohner des menschlichen Darms, die wie auch die Sphingobacteriaceae zu den Bacteroidetes zählen.

## Stoffwechsel
Alle Arten sind chemo-organotroph. Die Mehrzahl der Arten ist aerob, einige auch fakultativ anaerob. Das Menachinon ist MK Typ 7.

## Vorkommen
Das Vorkommen der Sphingobacterales ist sehr vielseitig. Vertreter der Saprospiraceae wurden in Süß- und Meerwasser gefunden. Die Art Anseongella ginsenosidimutans wurde vom Boden eines Anbaugebietes von Ginseng isoliert. Filobacterium rodentium wurde als Krankheitserreger in verschiedenen Versuchstieren wie Mäuse und Kaninchen gefunden, der Artname F. rodentium bezieht sich auf die Nagetiere (Rodentia).

## Systematik
Die Ordnung der Sphingobacteriales wurde aufgrund von 16S-rRNA-Sequenzen geschaffen. Sie besteht aus drei Familien:
- Filobacteriaceae Krieg et al. 2012
- Sphingobacteriaceae P. L. Steyn et al. 1998
- Crenotrichaceae Hansgirg 1888

Die früher hier geführte Familie Chitinophagaceae wird nun zu der neuen, im Jahre 2017 geschaffenen Klasse Chitinophagia der Bacteroidetes gestellt.
Die Gattung Fodinibius wurde früher ebenfalls unter dieser Ordnung geführt, wurde aber inzwischen in die 2016 geschaffene Familie Balneolaceae der Ordnung Balneolales gestellt.